# The Architect
The Architect is een nummer van de Belgische indierockband dEUS uit 2008. Het is de eerste single van hun vijfde studioalbum Vantage Point.

## Inhoud
Met "The Architect" verwijst dEUS naar Richard Buckminster Fuller. "Een filosoof/architect, een genie die overal buitengesmeten werd omwille van zijn geschifte ideeën. Zijn geniale brein stond zelfs een beetje in de weg van zijn leven. Op een bepaald moment werd zijn dochtertje ziek. Uiteindelijk stierf ze omdat hij de verzorging niet kon betalen. Daar was hij zó door geraakt dat hij besloot zelfmoord te plegen. De legende wil dat hij naar de pier ging om te springen, maar daar tot inkeer gekomen is: hij zou zijn leven in dienst van de mensheid en de wetenschap stellen en de levenskwaliteit verbeteren via bouwwerken. Zo heeft hij bijvoorbeeld het eerste flatgebouw ontworpen", aldus dEUS. Het nummer bevat ook samples van Fullers stem. 

## Ontvangst
"The Architect" werd een grote hit in België, met een 2e positie in de Vlaamse Ultratop 50.